# Т-17
Т-17 «Ліліпут» — радянська легка танкетка.

## Створення
З самого початку створення, танкетку Т-17 задумували використовувати як машину розвідки, супроводу, охорони та зв'язку. Початок проєктування офіційно почався 1926 року: ГКБ ОАТ під керівництвом С. П. Шукалова, за участю Заславського В. І. почало проєктування легкого одномісного розвідувального танка «Ліліпут». Проєктування йшло повільно та неохоче. Підсумковий варіант вимагав повної переробки ходової частини та двигуна. 3 березня 1928 року під командуванням зав. моторної лабораторії А. П. Кушки та за сприяння Л. Я. Пальмен, інженерів С. О. Гінзбурга та Е. Гроте пройшов захист плану нової танкетки Дослідний зразок був виготовлений на заводі «Більшовик» в Ленінграді лише восени 1929 року.

## Конструкція

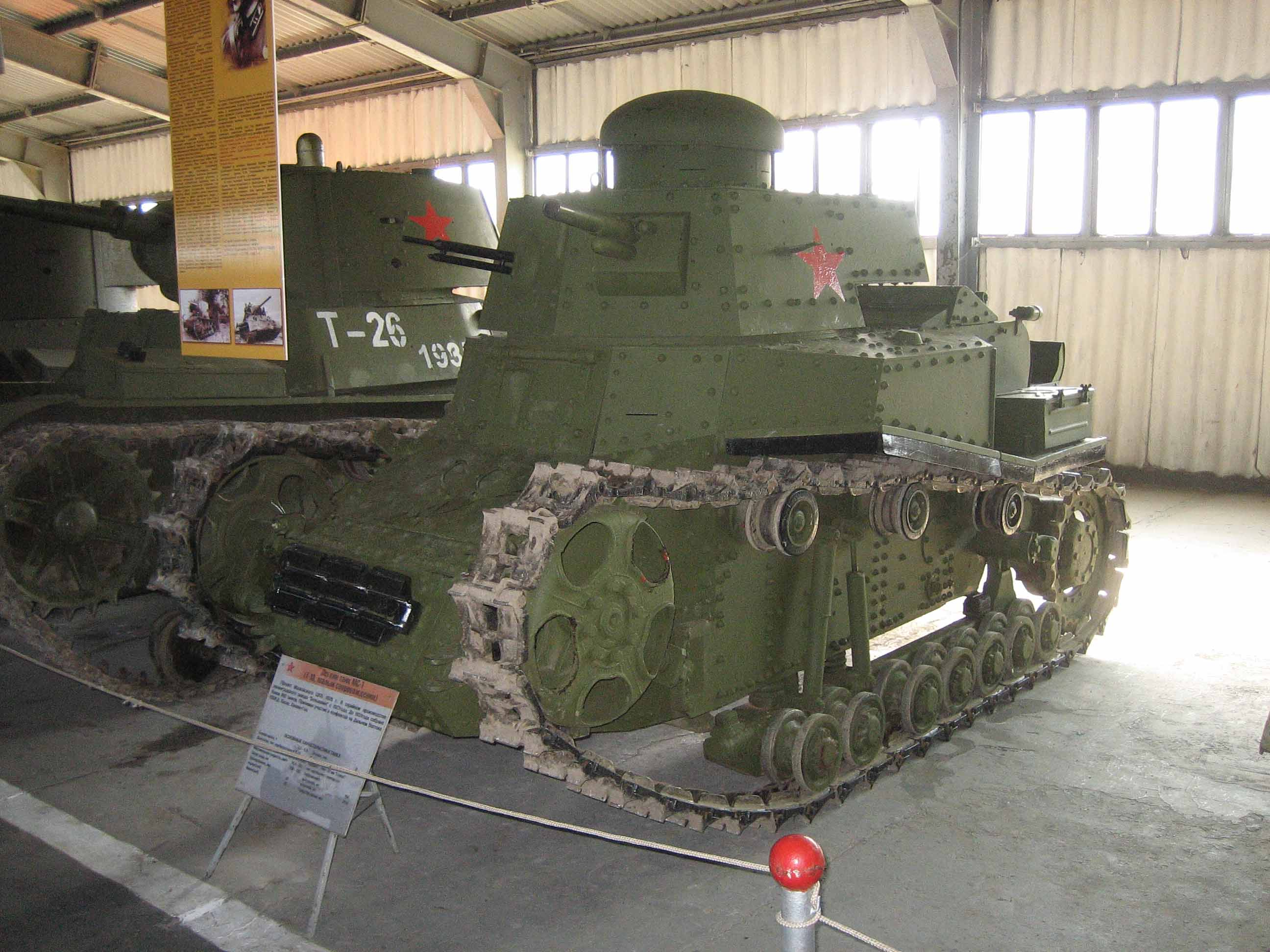
Т-18 був головним конкурентом танкетки Т-17

За основу ходової та трансмісійної частини був узятий танк супроводу Т-16. Корпус, взятий у нереалізованого проєкту танка «Ліліпут», був виключно клепаний на каркасі. Броньовий захист був протикулевий, броньові листи товщиною 7 і 14 мм. Двигун конструкції О. О. Мікуліна, що був модернізацією мотоциклетного двигуна ГоМВ Pz-12, був карбюраторним двоциліндровим, з повітряним охолодженням та горизонтальним розташуванням циліндрів. Потужність двигуна становила 20 к. с. Двигун та трансмісія становили єдиний силовий блок. Ємність паливного бака становила 47 літрів. Гусеничний ланцюг був гумовометалевий. Екіпаж машини — 1 особа, ця людина повинна була бути і водієм танкетки та стрільцем з кулемета. Перші випробування пробігом пройшла в січні 1930 року, а в червні 1930 танкетка Т-17 показала кращу рухливість навіть ніж танк Т-18. Проте ще на попередніх випробуваннях Т-17 одразу було видно, що одномісний кузов, який не давав можливість поєднувати водіння машини та стрільбу з кулемета, стане головною проблемою цієї танкетки. У зв'язку з цим, за рішенням випробувальної комісії, танкетка була відправлена на доопрацювання.
Представлений ГКБ в січні 1931 року перероблений проєкт Т-17 був дуже схожий на свого попередника. Тільки з тією різницею, що новий Т-17 став двомісним і мав замість гумовометалевого гусеничного ланцюга, гумовий, типу «Кегресс». Серійне виробництво танкетки Т-17 визнали непотрібним, але проєкт залишили на доопрацювання. Також комісія висунула вимоги, щоб в покращеному Т-17 було місце для двох людей і щоб для проєктування бралася конструкція та стандарти танка Т-18. Тим не менш, було замовлено ще три дослідних екземпляри Т-17, один з яких передбачалося модифікувати, встановивши два робочих місця для водія та стрільця. Незабаром, однак, від цих прототипів відмовилися на користь інших більш перспективних проєктів. Згодом єдиний екземпляр машини був переобладнаний в танкетку Т-21
Пізніше на основі Т-17 ГКБ ОАТ під керівництвом С. П. Шукалова та В. І. Заславского були розроблені проєкти самохідної батальйонної гармати та танкетки Т-21 (Л-IV) з екіпажем з двох осіб. У тому ж 1930 з урахуванням досвіду робіт над танкеткою Т-17, були розроблені двомісні танкетки Т-22 та Т-23. Модернізовані танкетки класифікувалися як «великі танкетки супроводу».